# Down a Dark Hall
Dawn a Dark Hall (bra: Por um Corredor Escuro; prt: Corredor Assombrado) é um filme hispano-estadunidense de 2018, dos gêneros drama e horror, dirigido por Rodrigo Cortés, com roteiro de Michael Goldbach e Chris Sparling baseado no romance homônimo de Lois Duncan.

## Sinopse
Aluna do Blackwood Boarding School é confrontada com os poderes sobrenaturais da diretora.

## Elenco
- AnnaSophia Robb como Katherine "Kit" Gordy
- Uma Thurman
- Isabelle Fuhrman como Izzy
- Kirsty Mitchell como Ginny Dabrowski
- Taylor Russell
- Rebecca Front
- Jim Sturgeon como Dave Dabrowski
- Victoria Moroles como Veronica
- Noah Silver como Jules